# ジェロン・ブロッサムゲーム
ジェロン・ブロッサムゲーム（Jaron Blossomgame, 1993年9月16日 - ）は、アメリカ合衆国ジョージア州ジョンズクリーク出身のバスケットボール選手。身長201cm、体重100kg。ポジションはSF/PF。

## 経歴

### 若齢期
ジョージア州ジョンズクリーク出身。地元のチャットアフーキー高校に進み、クーガースでプレーした。1年次に平均24得点、8.8リバウンドを記録し、ジョンズクリークのファーストチームと、ジョージア州のセカンドチームに選ばれた。2011年にジョージア州のアマチュア・アスリート・ユニオン(AAU)チームに加わり平均15.7得点を記録したが、ダンクの練習中に足を開放骨折する重症を負った。

### カレッジ
2012年に、クレムゾン大学入学を選択し、2012-13シーズンは、足の骨折の回復に当て、レッドシャツ(練習生)としてチームに参加した。

### NBA・プロ
2017年6月22日、NBAドラフト、2巡目59位でサンアントニオ・スパーズに指名された。2017 NBAサマーリーグにサンアントニオ・スパーズのロースターとして参加した。
2020年8月13日、イスラエル・バスケットボール・プレミアリーグに所属するイロニ・ナハリヤ(英語版)への加入が発表された。リーグ戦30試合出場し、1試合平均33.9分の出場で18.5得点、6.5リバウンドという成績を残した。
2021年7月21日、バスケットボール・ブンデスリーガに所属するレシオファーム・ウルム(英語版)への加入が発表された。国内リーグでは全34試合に出場し、1試合平均30.4分の出場で、15.3得点、5.2リバウンド、1.1アシスト、フィールドゴール成功率50.8パーセント、スリーポイント成功率38.2パーセント、プレーオフでは3試合に出場し、1試合平均39.7分の出場で、22.0得点、8.0リバウンド、1.3アシスト、1.3スティール、フィールドゴール成功率53.8パーセント、フリースロー成功率91.3パーセント、ユーロカップでは19試合に出場し、1試合平均33.2分の出場で、16.3得点、7.6リバウンド、1.3アシスト、1.3スティール、フィールドゴール成功率53.8パーセント、フリースロー成功率91.3パーセントという成績を残し、2021-2022シーズンのユーロカップ大会ベスト5に選出された。
2022年7月19日、ユーロリーグとLNBに所属するASモナコ・バスケット（英語版）と1年契約を結んだ。